# 1956 في الأوروغواي
فيما يلي قوائم الأحداث التي وقعت خلال عام 1956 في الأوروغواي.

## رياضة
- 1 يناير – كأس أمريكا الجنوبية 1956

## مواليد

### يناير
- 20 يناير – رودولفو رودريجز لاعب كرة قدم أوروغواياني.
- 23 يناير – فرناندو كلافيهو

### مايو
- 31 مايو – فيكتور بوا لاعب كرة قدم أوروغواياني.

### يونيو
- 7 يونيو – أنتونيو ألزامندي لاعب كرة قدم أوروغواياني.

### أغسطس
- 6 أغسطس – سرجيو سانتين لاعب كرة قدم أوروغواياني.

### أكتوبر
- 19 أكتوبر – داريو بيريرا لاعب كرة قدم أوروغواياني.

## وفيات

### يناير
- 17 يناير – أندريس ريكالدي (مواليد 1904) ملاكم أوروغواياني.